# Boningen
Boningen est une commune suisse du canton de Soleure, située dans le district d'Olten.

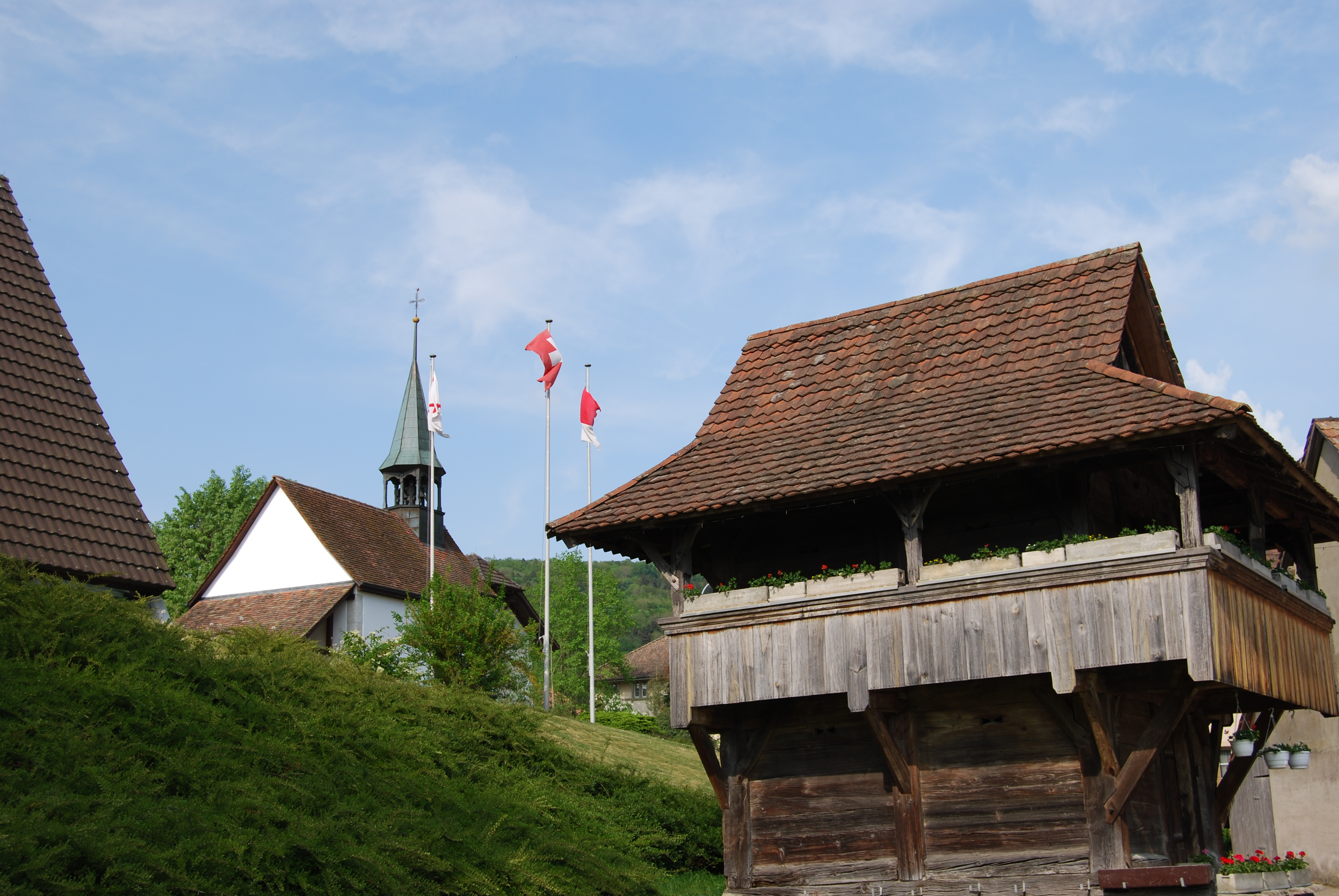
Boningen.

## Monuments et curiosités
L'auberge Saint-Ours date de 1644. Elle possède une salle commune avec vitres peintes et plafond à caissons d'origine.
La Tanzhüsli à proximité est un bâtiment sur poteaux de 1789.